# Jiaxian
Jiaxian oder Jiasian (chinesisch 甲仙區, Pinyin Jiǎxiān Qū, Tongyong Pinyin Jiǎsian Cyu, W.-G. Chia3-hsien1 Ch'ü1) ist ein Stadtbezirk von Kaohsiung in der Republik China (Taiwan).

## Lage, Geografie und Klima
Jiaxian liegt im ländlichen, von Bergland geprägten Nordosten des Stadtgebiets von Kaohsiung. Der Stadtbezirk grenzt im Norden an den Stadtbezirk Namaxia. Die südwestlichen Ausläufer des Yushan-Gebirges bilden die Grenze zu den Stadtbezirken Tauyuan und Liugui im Osten. Im Westen bilden die Bergmassive des Dawushan and Neiwushan die Grenze zum Stadtbezirk Nanhua von Tainan. Südlich benachbart ist der Stadtbezirk Shanlin (ebenfalls Kaohsiung). Der Bezirk misst 5,3 Kilometer Ost-West-Richtung und 22,61 Kilometer in Nordost-Südwest-Richtung. Der Bezirk wird in seiner ganzen Länge vom Fluss Qishan (旗山溪, anderer Name: Nanzixian, 楠梓仙溪) durchflossen.

## Geschichte
Die ursprünglichen Bewohner der Region waren Angehörige der indigenen Völker Taiwans. Der Überlieferung nach kamen die ersten Han-chinesischen Siedler zur Regierungszeit Kaiser Qianlongs (1735–1796) in das Gebiet. Allerdings blieb die Region aufgrund ihrer Abgeschiedenheit dünn besiedelt und stand größtenteils nur nominell unter Kontrolle der chinesischen Verwaltung. Dies änderte sich nach der Annexion Taiwans durch Japan im Jahr 1895. Die japanische Verwaltung brachte mit militärischen und polizeilichen Mitteln die gesamte Insel unter Kontrolle. Das Gebiet von Jiaxian war aufgrund seiner ausgedehnten Kampferbaum-Bestände wirtschaftlich von Interesse. Ab 1920 trug es seinen heutigen Namen ‚Jiaxian‘. Nach 1945 wurde das Gebiet als Landgemeinde (鄉, Xiāng) Teil des Landkreises Kaohsiung und als dieser am 25. Dezember 2010 in die Stadt Kaohsiung eingegliedert wurde, wurde Jiaxian ein Stadtbezirk (區, Qū) von Kaohsiung.

## Naturkatastrophe von Xiaolin 2009
Der Bezirk Jiaxian (damals noch Landgemeinde) wurde schwer vom Taifun Morakot im August 2009 betroffen. Am Morgen des 9. August 2009, kurz nach 6:00 Uhr Ortszeit ereignete sich im Dorf (村, heute Stadtteil, 里) Xiaolin (小林村) ein ausgedehnter Erdrutsch auf einer Länge von 3,2 Kilometern in Ost-West-Richtung und einer Breite von 0,8 bis 1,5 Kilometern. Zuvor hatte es drei Tage lang massive Regenfälle gegeben und der kumulative Niederschlag betrug 1676 mm. Der Erdrutsch staute den von den Regenfällen angeschwollenen Fluss Qishan auf. Etwa 1 1⁄2 Stunden später brach der Damm und es entstand eine Flutwelle, die sich mit hoher Geschwindigkeit stromabwärts bewegte. In der 27,8 Kilometer stromabwärts gelegenen Siedlung Xiaolin wurde zunächst ein Abfall des Wasserpegels um 2,75 Meter in der Zeit zwischen 7:10 und 7:50 Uhr und kurze Zeit später ein Anstieg um 7,88 Meter zwischen 8:40 und 9:30 Uhr gemessen. Durch die Flut- und Schlammwelle kamen 400 Personen zu Tode bzw. blieben vermisst. Die Siedlung Xiaolin existiert seitdem nicht mehr (jedoch die gleichnamige Verwaltungseinheit).

## Bevölkerung
Die Bevölkerungszahl Jiaxians liegt bei etwa 6000 Einwohnern. Damit gehört Jiaxian zu den am dünnsten besiedelten Stadtteilen Kaohsiungs. Ein Teil der Bevölkerung gehört den indigenen Völkern Taiwans an (u. a. Taivoan). Ein wesentlicher Prozentsatz der Bevölkerung gehört der Minderheit der Hakka an.
| Gliederung Jiaxians                                                                                 |
| Xiaolin 小林里 Guanshan 關山里 He’an 和安里 Dongan 東安里 Xi’an 西安里 Datian 大田里 Baolong 寶隆里 |

## Verwaltungsgliederung
Jiaxian ist in 7 Stadtteile (里, Li) weiter untergliedert:  Xiaolin (小林里), Guanshan (關山里), He’an (和安里), Dongan (東安里), Xi’an (西安里), Datian (大田里) und Baolong (寶隆里).

## Wirtschaft
Die beiden Haupterwerbszweige sind die Landwirtschaft und der Tourismus. Landwirtschaftliche Produkte der Region sind Taro, Bambussprossen und Pflaumen. Der Bezirk ist besonders für den hier produzierten Taro bekannt.

## Sehenswürdigkeiten
In Jiaxian befindet sich ein Friedhof aus dem Jahr 1886, aus der Zeit der Qing-Dynastie. Hier sind Soldaten beerdigt, die beim Bau einer Straße verstarben. Der Friedhof wurde durch die Stadtverwaltung Kaohsiung als „historische Stätte“ ausgezeichnet.

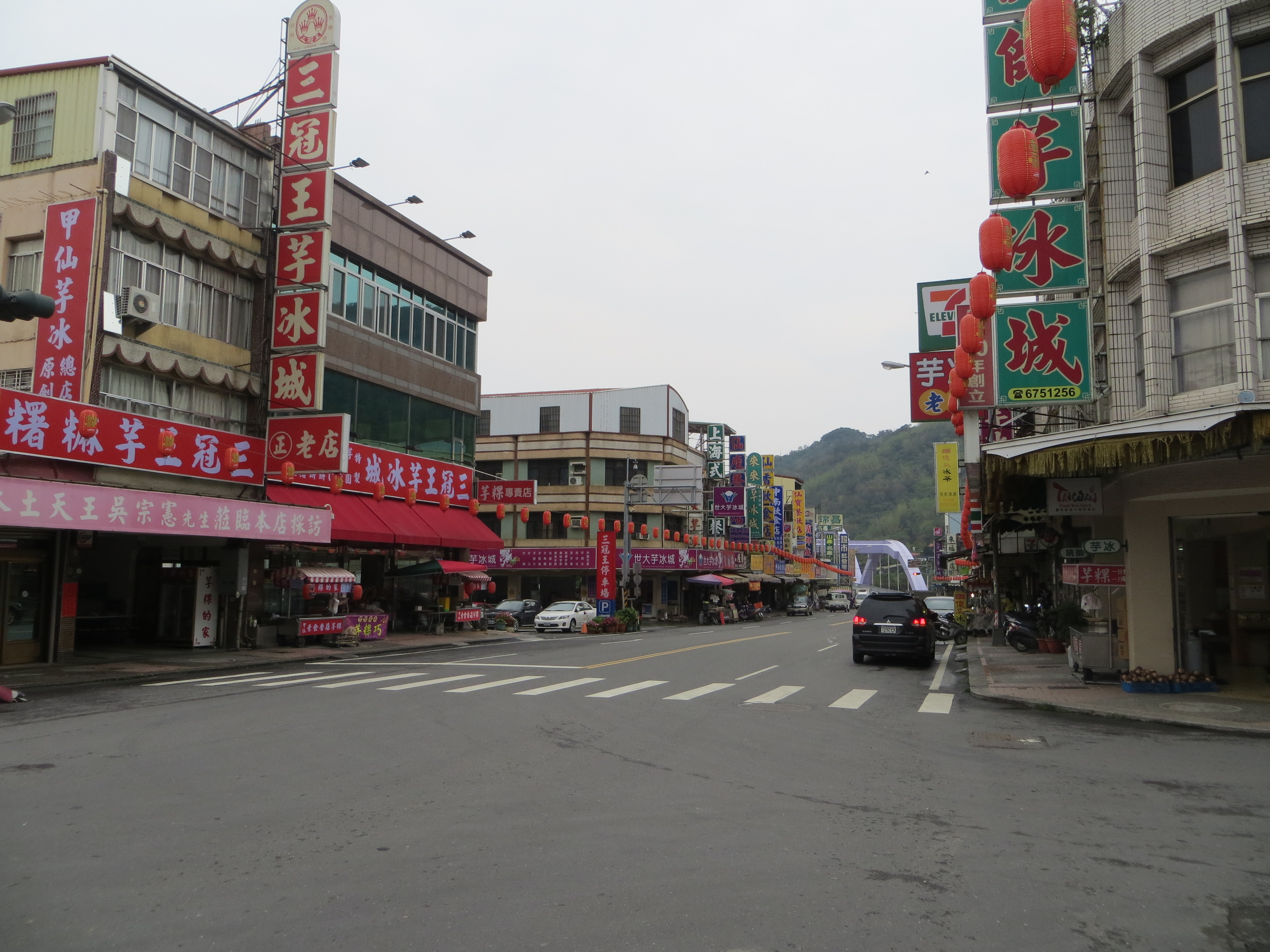
Straßenbild in Jiaxian
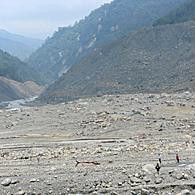
Überreste von Xiaolin (August 2009)
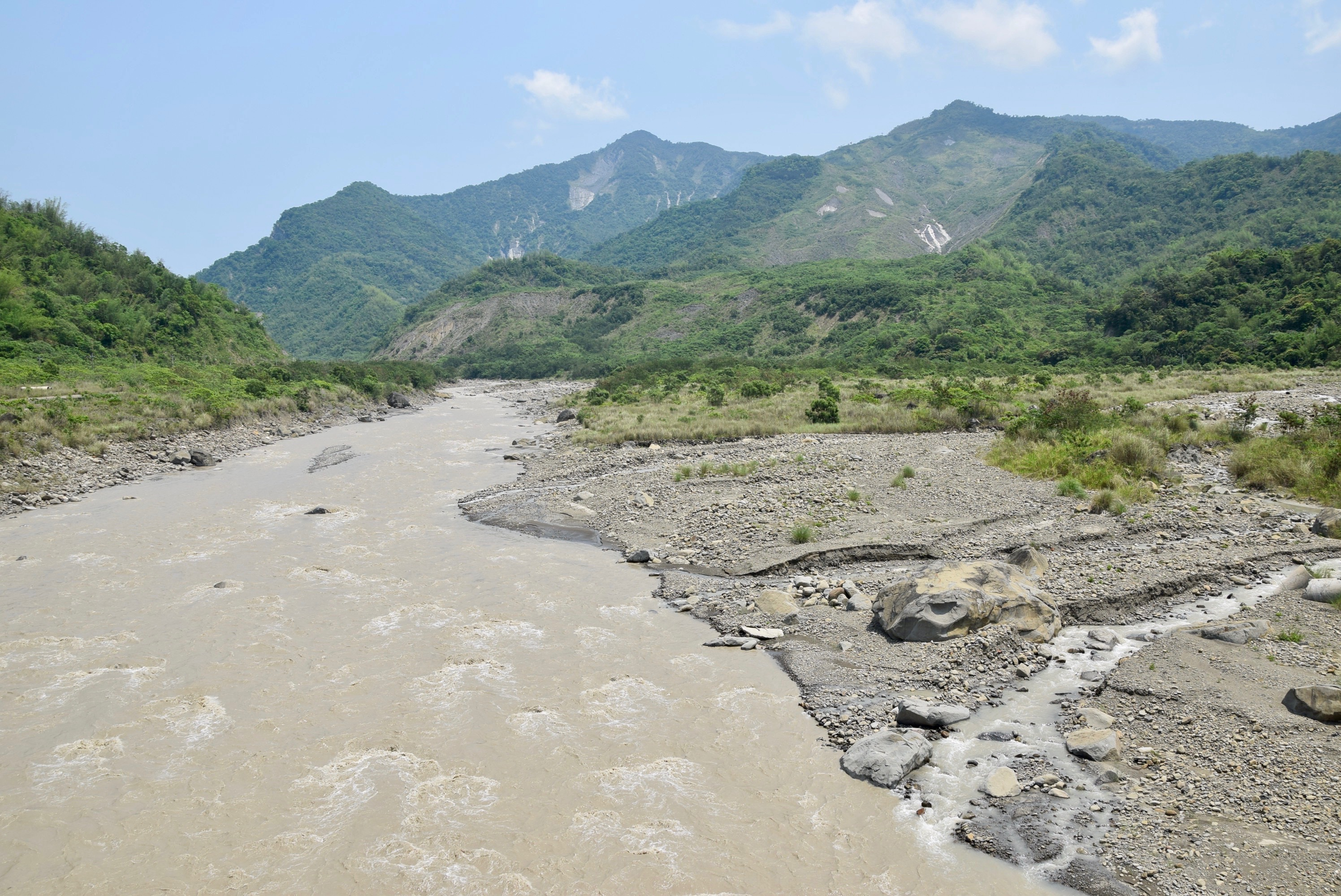
Xiaolin im Jahr 2016